# Asceua bimaculata
Asceua bimaculata är en spindelart som först beskrevs av Simon 1904.  Asceua bimaculata ingår i släktet Asceua och familjen Zodariidae.
Artens utbredningsområde är Vietnam. Inga underarter finns listade i Catalogue of Life.